# Hermann-Löns-Park (Braunschweig)

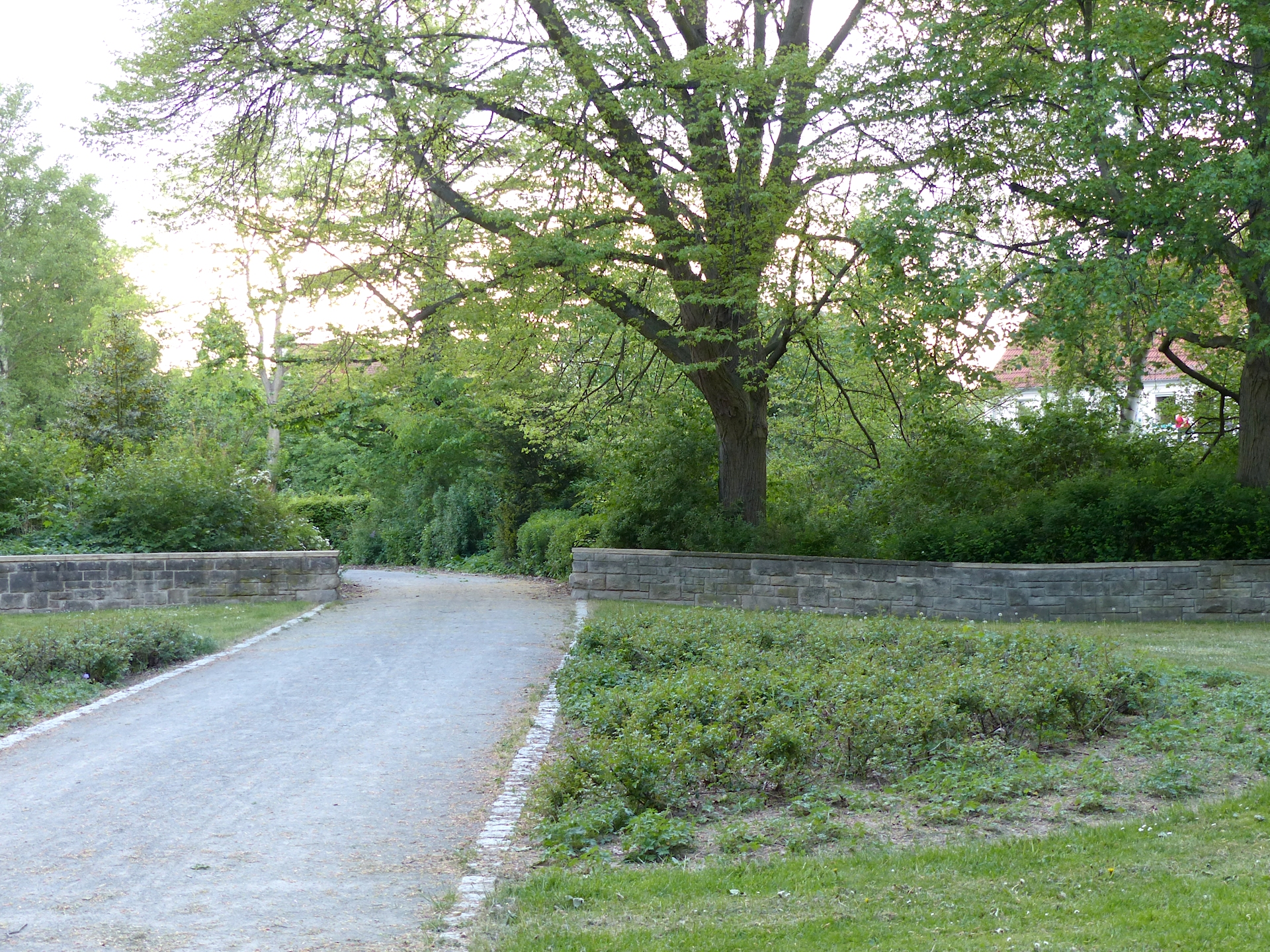
Das Rondell

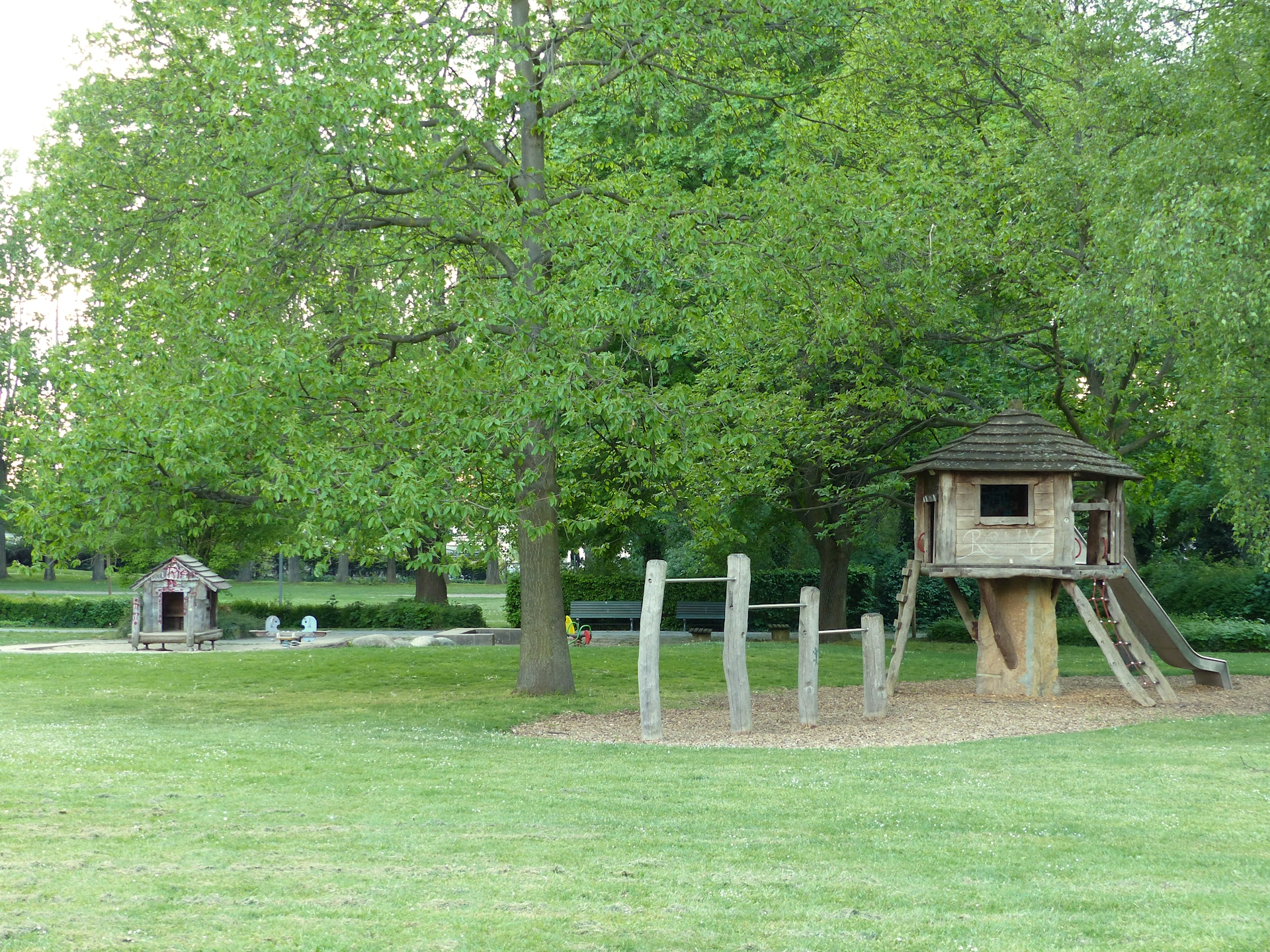
Der Spielplatz

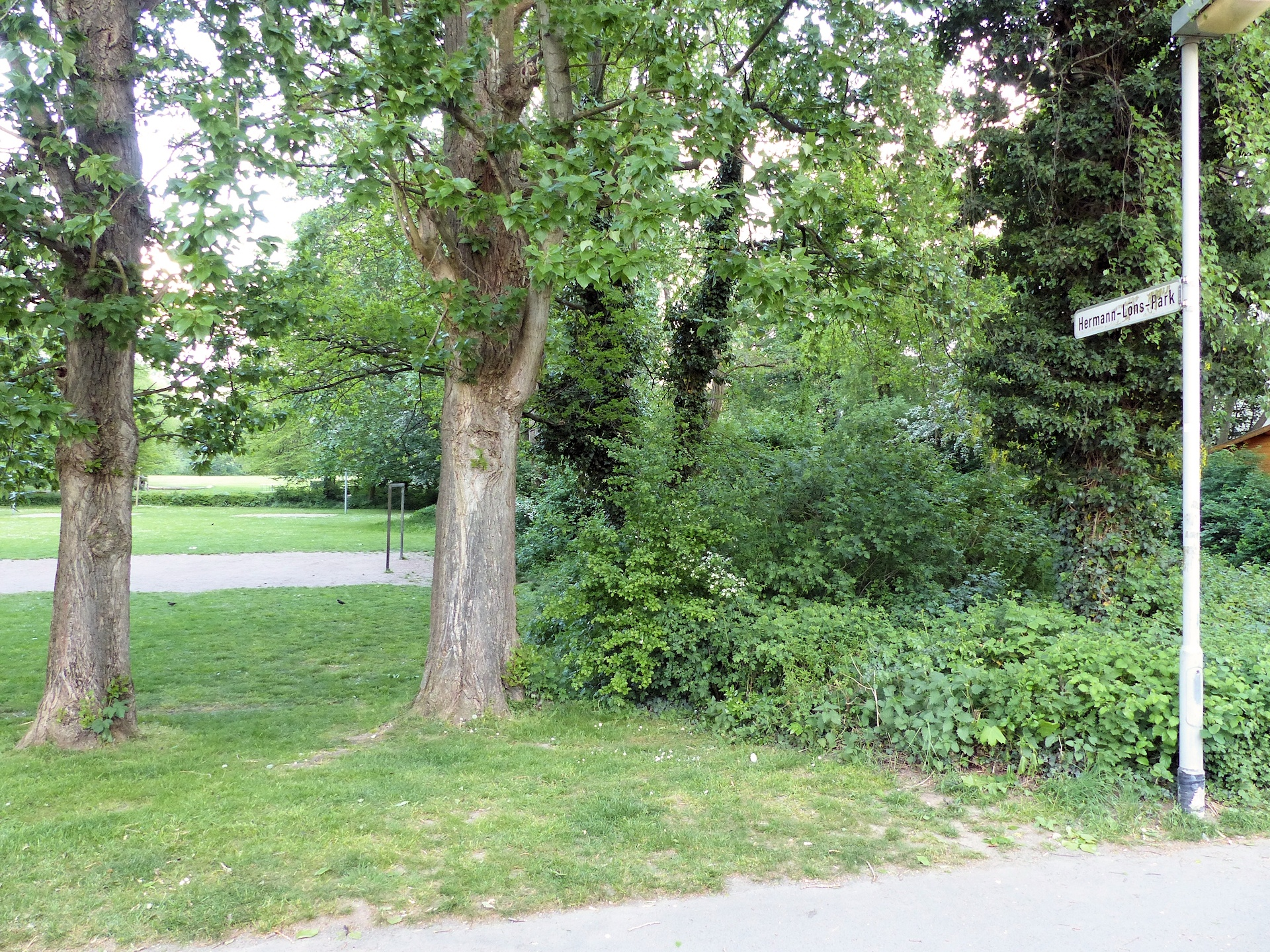
Westrand

Der Hermann-Löns-Park in Braunschweig ist eine kleine Parkanlage im Stadtteil Südstadt. Der Park hat eine Fläche von 1,98 ha und liegt an der Straße Heidehöhe.

## Geschichte
Die Freifläche für den Park entstand bereits in den 1930ern, als man die Siedlung Mascheroder Holz (die heutige Südstadt) erweiterte und im Norden eine Grünanlage zwischen den Wohnhausbebauungen anlegte. Während des Krieges wurde auf der Grünfläche ein Löschwasserteich angelegt. Während der Rest der Fläche später bebaut wurde und im östlichen Teil Kleingärten angelegt wurden, wandelte man den mittleren Teil in einen öffentlichen Park um.
Dieser entstand zwischen 1952 und 1953 und wurde am 31. Mai 1953 mit einer Feier eingeweiht und nach dem deutschen Journalisten und Schriftsteller Hermann Löns (1866–1914) benannt. Bei der Einweihungsfeier waren Ratsherr Hans Leonhards, Oberbürgermeister Kurd Semler, Oberstadtdirektor Erich Walter Lotz und Stadtgartenbaudirektor Alexander Druxes anwesend. Das Festprogramm wurde durch den Auftritt des Männergesangsvereins Liedertafel Braunschweig-Süd und der Mädchen des Sportvereins Braunschweig-Süd ergänzt.
Im Hermann-Löns-Park wurden ein Spielplatz und ein Bolzplatz geschaffen. Zudem wurde ein Rondell gebaut, das von einer Mauer umrahmt wird, die auch als Sitzbank genutzt werden kann. 1953 wurde ebenfalls ein Gedenkstein für die Toten des Krieges aus der Südstadt mit der Inschrift „Den Toten“ im westlichen Parkteil aufgestellt. Entworfen wurde die Parkfläche durch Stadtgartenbaudirektor Alexander Druxes.